# Chaetocanthus bechuanus
Chaetocanthus bechuanus is een keversoort uit de familie Ochodaeidae. De wetenschappelijke naam van de soort is voor het eerst geldig gepubliceerd in 1908 door Peringuey.